# 立光寺 (富士市)
立光寺（りゅうこうじ）は、静岡県富士市前田にある日蓮宗の寺院。山号は佛原山。旧本山は富士市の実相寺。達師法縁。
富士市には実相寺の外、本照寺、本光寺、実円寺、円妙寺、園林寺、長慶寺、妙福寺、安立寺、蓮心寺、玄龍寺、栄立寺等がある。

## 歴史
文禄年間（1592年－1596年）頃に唯本院日演の開山で創建された龍光寺が起源。明治32年（1899年）に台風で寺が流失した。昭和12年（1937年）寺号を現在の立光寺に改称した。現在の本堂は昭和40年（1965年）に再建されたもの。

## 境内
- 本堂

## 歴代
- 唯本院日演
- 真成院日湧

## アクセス
吉原駅から車でおよそ5分